# Polícia Militar do Estado do Rio Grande do Norte
A Polícia Militar do Rio Grande do Norte (PMRN) tem por função primordial o policiamento ostensivo e a preservação da ordem pública no Estado do Rio Grande do Norte. Juntamente com a Polícia Civil, Corpo de Bombeiros Militar, Instituto Técnico e Científico de Perícia (ITEP), integra a Secretaria de Segurança Pública e Defesa Social (SESED) do Estado do Rio Grande do Norte. Ela é Força Auxiliar e Reserva do Exército Brasileiro, e integra o Sistema de Segurança Pública e Defesa Social do Brasil. Seus integrantes são denominados Militares Estaduais, assim como os membros do Corpo de Bombeiros Militares.

## Histórico
A polícia no RN, antes da criação do Corpo Policial, era exercida pelos oficiais do Senado da Câmara. Os soldados, antes da construção do Quartel em 1813, eram aquartelados no Forte e moravam pela Cidade Alta e Ribeira, mas não lhe cabia policiamento nem repressão. O cidadão que deveria realizar a defesa de seus bens ou lamentar suas perdas
No RN, o Presidente da Província, Basílio Quaresma Torreão, alegando as desordens e o derramamento de sangue que ocorria em PE, e temendo que esses desmandos atingissem o RN, apresentou ao Conselho Geral de Província um projeto para a criação de um "Corpo de Cavaleiros", com a missão de acudir em todas as partes onde houvesse necessidade. Aceita a proposta e, modificada a sua denominação, o Conselho Geral criou o Corpo Policial da Província, pela Resolução de 27 de junho de 1834, aprovada pelo art. 4º da lei de 4 de abril de 1835: "o Governo porá em efetividade com urgência o Corpo de Polícia com o mesmo número de praças, marcado pelo extinto Conselho da Presidência". Contava, apenas, com 40 praças.
Em 7 de setembro de 1836, o então presidente João José Ferreira de Aguiar, na sua "fala" aos deputados provinciais, apresentou um projeto de lei com o seguinte preâmbulo: "fica criada nesta província uma Força Policial com a denominação de Corpo Policial da Província do RN". Elevava o efetivo policial para 120 homens, número considerado indispensável para o policiamento da Capital e do Interior.
O projeto foi aprovado pela Resolução nº 26, de 4 de novembro de 1836, dispondo:
"Art. 1º A força policial desta Província terá a denominação de Corpo Policial do Rio Grande do Norte.
Art. 2º - Este Corpo fica elevado a setenta Praças e será desde já organizado pela maneira seguinte:
a) um primeiro e um segundo Comandante;
b) um primeiro e um segundo Sargento, um furriel, três cabos, dois corneteiros e sessenta soldados.
Art. 3º - O Comandante terá o soldo de quarenta mil réis e dez mil réis de gratificação mensais; e o segundo Comandante terá o de vinte e cinco mil réis; o primeiro sargento o de seiscentos e quarenta réis diários e as demais praças o soldo que atualmente vencem."

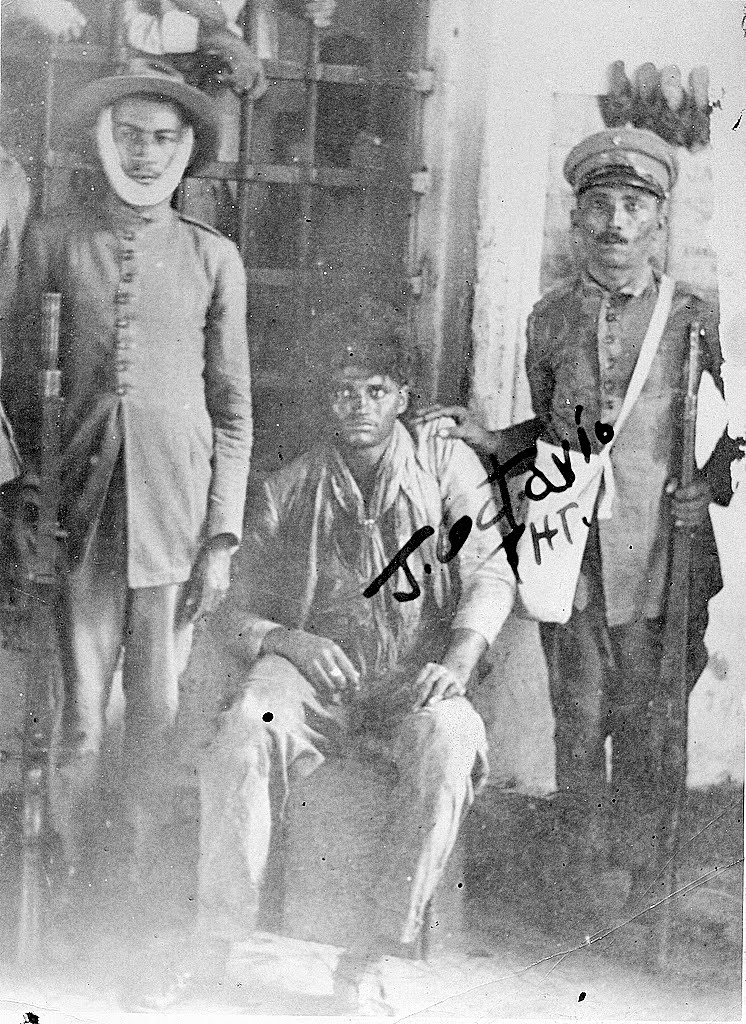
O cangaceiro Jararaca preso em Mossoró ao lado de dois soldados da PMRN em 1927

No dia 21 de junho de 2010 através do decreto Nº 21.705, foi, reconhecido a data de criação e a data de organização da Polícia Militar do Estado do Rio Grande do Norte, como sendo 27 de junho de 1834 e 4 de novembro de 1836, respectivamente.

## Surgimento das Polícias Militares
A história das forças policiais no Brasil remonta ao período colonial, com destaque para a Capitania de Minas Gerais. Em 1775, foi criado o Regimento Regular de Cavalaria de Minas (RRCM), considerado a célula mater da Polícia Militar de Minas Gerais (PMMG). Essa reorganização substituiu os antigos terços por corpos auxiliares organizados em regimentos, que atuavam em atividades internas como patrulhamento, repressão e manutenção da ordem pública. Esses regimentos foram empregados, por exemplo, na destruição do Quilombo de Campo Grande, evidenciando seu papel no controle social da época.
Com a vinda da família real portuguesa para o Brasil, a Guarda Real de Polícia permaneceu em Portugal, sendo criada outra equivalente no Rio de Janeiro, com a denominação de Divisão Militar da Guarda Real de Polícia, em 13 de maio de 1809.
Em 1775, a instituição do Regimento Regular de Cavalaria de Minas (RRCM) pela então Capitania de Minas Gerais estabeleceu as bases para o surgimento da Polícia Militar de Minas Gerais (PMMG). Essa formação é reconhecida como a mais antiga corporação policial militar em nível estadual no Brasil. Sua organização inovadora, ao exercer tarefas de ronda, salvaguarda dos caminhos reais e manutenção da ordem, tornou-se um paradigma para a estruturação de outras futuras corporações militares em diferentes províncias. Desse modo, o sistema implementado em Minas Gerais antecedeu por muitos anos a fundação de outras polícias militares estaduais, solidificando-se como um marco histórico e institucional para o desenvolvimento dessas forças em todo o país.
A Polícia Militar de Minas Gerais é entendida como a mais antiga expressão de força policial estruturada no Brasil, anterior à criação da Guarda Real de Polícia no Rio de Janeiro em 1809. Assim, conclui-se que a Polícia Militar de Minas Gerais é a polícia militar mais antiga do Brasil. Ademais, a legislação imperial registra a criação de outros corpos policiais nas províncias, como em 1818 no Pará, em 1820 no Maranhão, em 1825 na Bahia e em Pernambuco, e em 1834 no Espírito Santo.

### Outras denominações

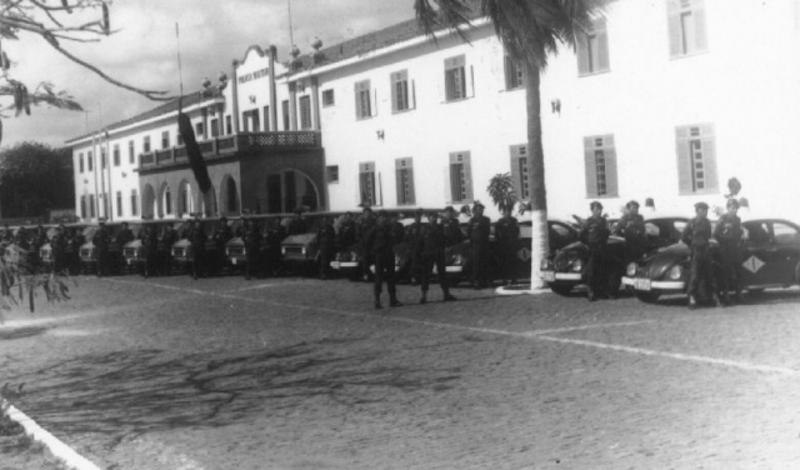
Viaturas em frente ao Quartel do Comando Geral entre os anos 60/70

O primeiro comandante do Corpo Policial foi o Ten Manoel Ferreira Nobre - (27.06.1834 a 07.09.1835);
1. CORPO DE POLÍCIA DA PROVÍNCIA (Criação)
2. CORPO POLICIAL DO RN – (Organização)
3. COMPANHIA DE POLÍCIA – 1850
4. MEIA COMPANHIA DE POLÍCIA – 1861
5. CORPO MILITAR DE SEGURANÇA – 1892
6. BATALHÃO DE SEGURANÇA – 1894
7. BATALHÃO DA POLÍCIA MILITAR – 1923
8. REGIMENTO POLICIAL MILITAR – 1929
9. DESTACAMENTO DO ANTIGO REGIMENTO POLICIAL MILITAR – 1930
10. FORÇA PÚBLICA MILITAR – 1932
11. POLÍCIA MILITAR – 1947

### Campanhas

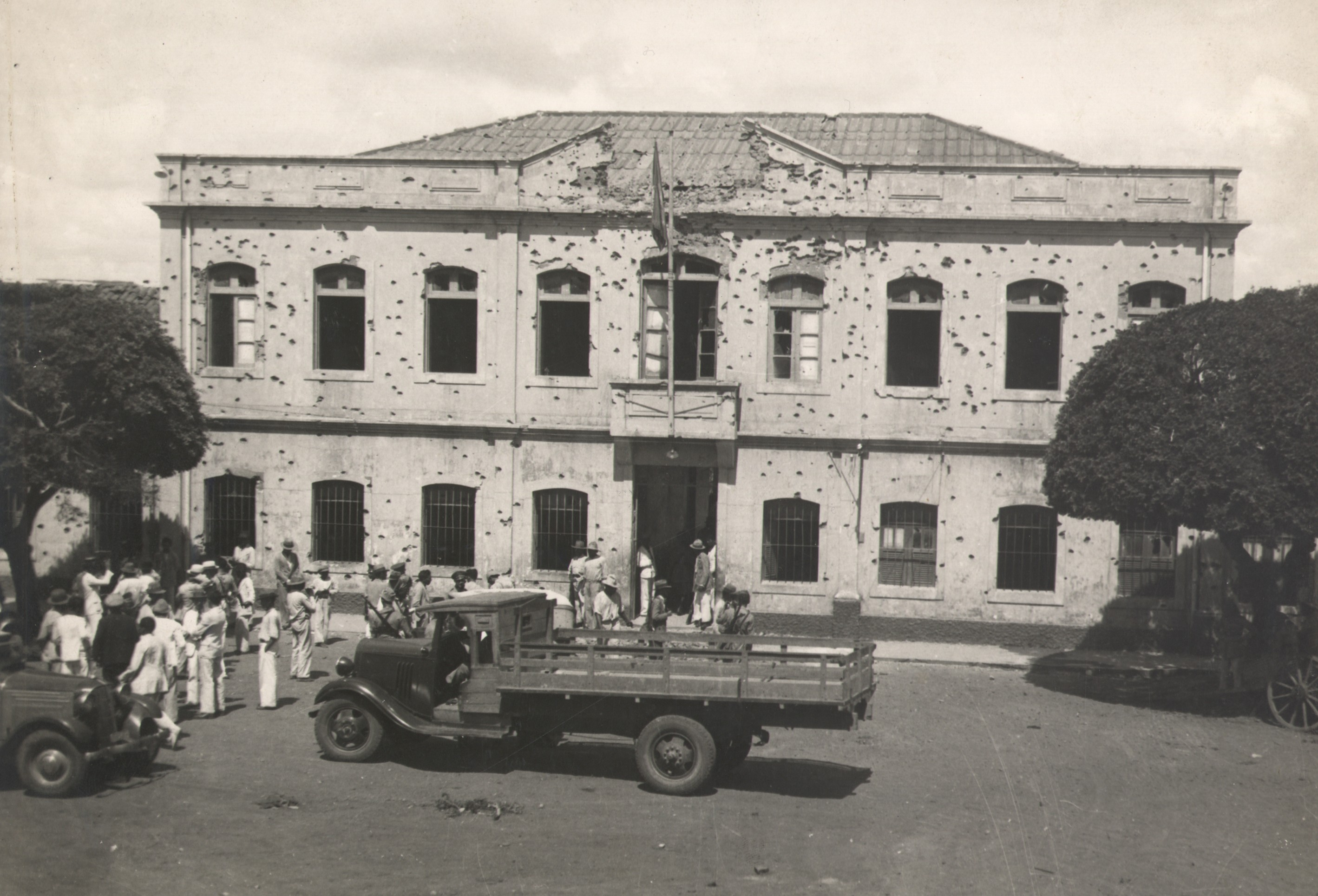
Antigo Quartel da Salgadeira após a Intentona Comunista de 1935

Desempenhou ao longo de sua história inúmeras missões no cenário nacional, dentre as quais se destacam o combate na Guerra do Paraguai, Guerra  de Canudos, à Coluna Prestes, no Estado do Maranhão, e o combate à Revolução Constitucionalista, no Estado de São Paulo.
Em solo potiguar, são reconhecidos seus méritos na Intentona Comunista e na Defesa Territorial, Segurança Interna, Segurança Pública e Defesa Civil, na Segunda Guerra Mundial, como também na luta contra o cangaço e às incursões no crime organizado. A sua missão constitucional de prevenção da ordem pública e de polícia ostensiva é desempenhada com denodo e eficiência por seus integrantes, o que lhe confere o tratamento histórico de Milícia de Bravos.
Em 2002, através da Lei Complementar n° 230, o Corpo de Bombeiros adquiriu autonomia da Polícia Militar, passando a dispor de estrutura administrativa e financeira própria.

## A mulher na PMRN

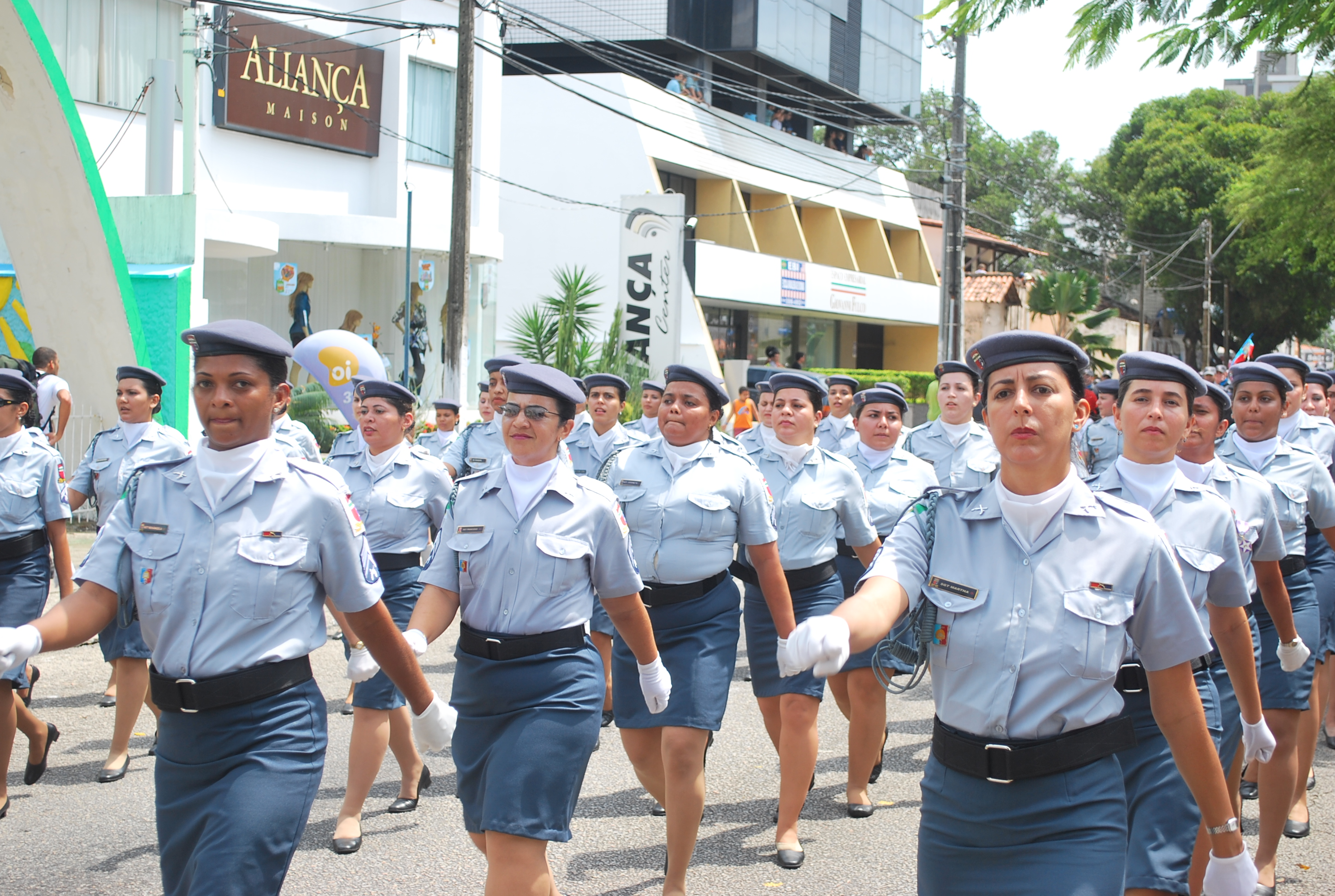
Desfile da Companhia de Polícia Feminina

Na PMRN a Companhia de Polícia Feminina foi criada em 1986. Logo a seguir o Comando da Polícia Militar decidiu pela imediata formação de oficiais femininos; agindo de forma diferente de algumas corporações, que se preocupam inicialmente em formar os soldados e cabos femininos. Assim em março de 1987, após seleção intelectual, médica, psicológica e física entre aproximadamente cem candidatas para duas vagas, foram aprovadas as candidatas Angélica Fernandes de Oliveira e Maria Tereza Melo dos Santos; as quais tornaram-se as primeiras mulheres a integrar o novo quadro da instituição.
As candidatas seguiram posteriormente, para a Academia de Polícia Militar do Paudalho, onde frequentaram, junto aos cadetes do sexo masculino, todo o curso de formação acadêmica. Em 11 de setembro de 1990, dando prosseguimento às atividades para formação de pessoal feminino, foi iniciado o 1º Curso de Formação de Soldados Femininos (CFSd); que contou com a participação das oficiais recém-formadas na formação de cinquenta e sete voluntárias pelo Centro de Formação e Aperfeiçoamento de Praças (CFAP).
No dia 13 de maio de 2010, foi promovida a primeira Tenente Coronel da Policia Militar, a TC PM Angélica Fernandes de Oliveira Azevedo.

## Ingresso
O ingresso na PMRN se dá por meio de concurso público para ser praça ou oficial. Não há regularidade de abertura de concurso público.

### Como oficial combatente

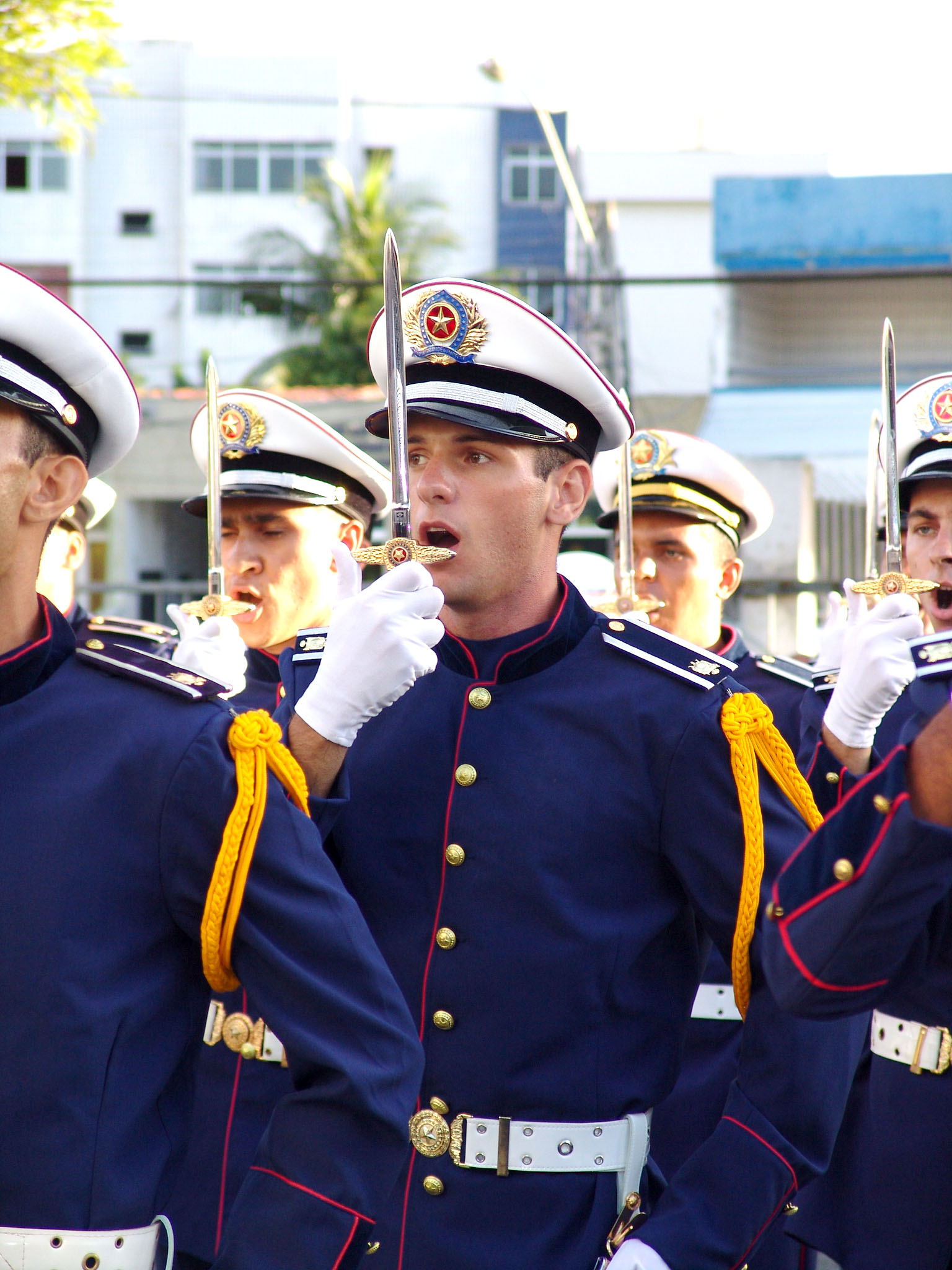
Cadetes da APM RN no Juramento de recebimento do Espadim Tiradentes

- O processo seletivo, tanto para homens quanto para mulheres é composto das seguintes provas:
  - Prova escrita – Exame Intelectual;
  - Exames de Saúde;
  - Exame de Avaliação de Condicionamento Físico;
  - Heteroidentificação
  - Prova de Títulos
  - Investigação Social
  - Curso de Formação de Oficiais, na condição de Aluno Oficial.

Tendo concluído com êxito o Curso de formação de Oficiais (CFO) o Aluno-Oficial será declarado Aspirante a oficial por ato do Comandante Geral
- Requisitos:
  - Ser brasileiro (a) nato ou naturalizado (a), na conformidade da Lei;
  - Ter idade, no mínimo, 19 (dezenove) e, no máximo, 35 (trinta e cinco) anos de idade, completos até 31 de dezembro do ano da inscrição;
  - Possuir ilibada conduta pública e privada, comprovada documentalmente por certidão de antecedentes criminais (ITEP), certidões negativas emitidas pela Justiça Federal, Eleitoral, Militar e do Distribuidor Criminal, demonstrando não estar, o candidato, indiciado, denunciado ou em cumprimento de pena criminal, inclusive até o término do CFO;
  - Estar quite com as obrigações militares, devendo ser portador do Certificado de Reservista ou de Dispensa de Incorporação;
  - Estar quite com as obrigações eleitorais;
  - Não ter sido isentado do serviço militar por incapacidade física definitiva;
  - Ser Bacharel em Direito, devidamente comprovado;
  - Ter altura mínima, descalço (a) e descoberto (a), de: 1,60 m (homem) e 1,55 m (mulheres).

### Como oficial do quadro de saúde ou apoio a saúde
- O processo seletivo varia conforme o cargo, mas em geral, são submetidos as seguintes provas:
  - Prova escrita específica para o cargo/especialidade a que estiver concorrendo;
  - Exames de Saúde;
  - Exame de Avaliação de Condicionamento Físico;
  - Heteroidentificação
  - Prova de Títulos
  - Investigação Social
  - Estágio de adaptação, na condição de 2º Tenente;

Decorridos seis meses na condição de estagiário e julgado apto para a carreira Policial Militar, o Oficial será efetivado.
- Requisitos:
  - Ser brasileiro(a);
  - Possuir diploma em um dos cursos de interesse da corporação, expedido por Instituição de Ensino Superior reconhecida pelo Ministério da Educação e devidamente registrado;
  - Ter registro no respectivo Conselho;
  - Estar em pleno gozo de seus direitos políticos, quite com o serviço militar e as obrigações eleitorais;
  - Ter no máximo 36 (trinta e seis) anos de idade até o último dia da inscrição;
  - Ter altura mínima, descalço(a) e descoberto(a) de: 1,60 m (homem) e 1,55 m (mulher);
  - Não possuir antecedentes criminais.

### Como oficial do quadro de capelães
- Os candidatos são submetidos as seguintes provas:
  - Prova escrita específica para o cargo a que estiver concorrendo;
  - Prova prático oral específica para o cargo a que estiver concorrendo;
  - Exames de Saúde;
  - Estágio de adaptação, na condição de 2º Tenente;

Decorridos seis meses na condição de estagiário e julgado apto para a carreira Policial Militar, o Oficial será efetivado.
- Requisitos
  - Ter a idade mínima de 21 (vinte e um) e máxima de 40 (quarenta) anos.
  - Possuir, pelos menos, 03 (três) anos de atividades pastorais, comprovadas através de documentos expedidos pela autoridade eclesiástica do candidato;
  - Ter curso de formação teológica regular de nível superior, reconhecido pela autoridade eclesiástica de sua religião; e
  - Ter consentimento expresso da autoridade eclesiástica do candidato

### Como soldado PM
O Concurso Público para ingresso na Polícia Militar do Rio Grande do Norte, na graduação inicial de Aluno-Soldado PM, constará de Provas, sendo que o processo seletivo será composto das seguintes etapas:
- Prova de Escrita e Habilitação Musical, se for o caso;
- Exames de Saúde;
- Exame de Avaliação de Condicionamento Físico;
- Heteroidentificação
- Investigação Social
- Curso de Formação de Praças, na condição de Aluno Soldado.
- Requisitos:
  - Para a investidura do cargo o candidato deverá ter sido aprovado em todas as etapas do concurso, inerentes ao cargo que deseja ocupar;
  - Ser brasileiro (a) nato ou naturalizado (a), na conformidade da Lei;
  - Ter, no mínimo, 19 (dezenove) e, no máximo, 35 (trinta) anos de idade, completos até 31 de dezembro do ano de inscrição.
  - Ter estatura mínima, descalço e descoberto, de 1,60 m (um metro e sessenta e cinco centímetros) para sexo masculino e 1,55 m (um metro e sessenta) para sexo feminino;
  - Possuir ilibada conduta pública e privada, comprovada documentalmente por certidão de antecedentes criminais (ITEP), certidões negativas emitidas pela Justiça Federal, Eleitoral, Militar e do Distribuidor Criminal, demonstrando não estar, o candidato, indiciado, denunciado ou em cumprimento de pena criminal, inclusive até o término do CFP;
  - Não ter sofrido condenação criminal, com pena privativa de liberdade ou qualquer condenação incompatível com a função policial militar;
  - Estar em dia com as obrigações eleitorais e no pleno exercício dos direitos políticos, mediante apresentação de Certidão expedida pela Justiça Eleitoral;
  - Estar quite com as obrigações militares, se for do sexo masculino, devendo ser portador do Certificado de Reservista ou de Dispensa de Incorporação;
  - Não ter sido isentado do serviço militar por incapacidade física definitiva;
  - Haver concluído o Ensino superior ou equivalente, devidamente comprovado, por meio de diploma, certificado ou declaração reconhecidos legalmente, por Secretaria da Educação de qualquer das Unidades Federativas Brasileiras ou pelo Ministério da Educação;
  - Não possuir antecedentes criminais.

Sendo aprovado dentro do número de vagas previstas em edital, será convocado para frequentar o Curso de Formação.

## Integração
Atualmente a Secretaria de Segurança Pública e Defesa Social, promove a integração dos diversos Órgãos Policiais de sua estrutura através do Centro Integrado de Operações Aéreas (CIOPAER) e do Centro Integrado de Operações de Segurança Pública (CIOSP).

### Centro Integrado de Operações Aéreas
O CIOPAER (Centro Integrado de Operações Aéreas),  criado em 2002, tem por finalidade de gerenciar o controle, a integração e otimização do emprego em missão dos meios aéreos disponíveis no sistema de Defesa Social do Estado do Rio Grande do Norte, em atividades policiais preventivas, repressivas, salvamento e defesa civil,
A tripulação é mista, composta por Policiais Civis, Policiais Militares e Bombeiros Militares que realizam todas as missões descritas acima, possuindo uma doutrina una e os objetivos a serem cumpridos são a soma dos esforços e da determinação de todos.
A atividade aérea do CIOPAER/RN envolve demandas operacionais peculiares (policiais, bombeiros e defesa civil) que vem crescendo a cada dia, exigindo cada vez mais uma otimização do serviço prestado. O CIOPAER funciona no Hangar do Estado, localizado no Aeroporto Internacional Augusto Severo.
Atualmente possui 01 (uma) aeronave, tipo Esquilo AS 350 B2, matrícula PR-YFF, denominada Potiguar 01, motor Arriel 1D1, de fabricação francesa e montada no Brasil pela Helibras - Helicópteros do Brasil S/A.
Está em fase de aquisição de uma segunda aeronave o Potiguar 02

### Centro Integrado de Operações de Segurança Pública - CIOSP
Antes da sua criação o CIOSP chamava-se COPOM (Centro de Operações da Polícia Militar) e era orgânica da Polícia Militar e não envolvia qualquer outro órgão da estrutura de Segurança Pública
O Centro Integrado de Operações de Segurança Pública (CIOSP), criado oficialmente pela Lei Complementar Nº 442, de 1 de julho de 2010 é responsável pelo recebimento das ligações de emergência oriunda da população.
As ligações são processadas analisadas e enviadas para o desfecho das ocorrências.
Além de receber as ligações oriunda da população, o CIOSP realiza monitoramento de toda a orla urbana de Natal (de Ponta Negra, passando pela Via Costeira, praias de Areia Preta, Artistas, Meio e Forte, além da Ponte Newton Navarro e Praia da Redinha) sendo monitorada durante as 24h por 23 câmeras que enviam imagens em tempo real. Todas as imagens capturas pelas câmeras são gravadas, o que permite documentar as ações empreendidas pela Polícia, possibilitando análise e controle de informações sendo que  as imagens auxiliam na investigações de crimes, identificação e prisão de acusados crimes.